# Bulgarien-Rundfahrt 1965
Das Etappenrennen Bulgarien-Rundfahrt 1965 (bulgarisch Обиколка на България) führte vom 18. bis zum 28. September über elf Etappen. Es war die 15. Austragung der Bulgarien-Rundfahrt. Gesamtsieger wurde Jirí Háva.

## Teilnehmer
Am Start standen Radrennfahrer in sieben Nationalteams mit je fünf Fahrern sowie einige Vereinsmannschaften aus dem Gastgeberland. Neben der bulgarischen Nationalmannschaft waren die Sowjetunion, Polen, Italien, die Tschechoslowakei, Ungarn und Frankreich mit Nationalmannschaften vertreten.

## Rennen
Veranstalter war der bulgarische Radsportverband. Die Gesamtdistanz betrug 1.597 Kilometer, wobei es einen Ruhetag gab. Neben der Einzelwertung gab es eine Mannschaftswertung und ein Klassement für die besten Bergfahrer. Start und Ziel der Rundfahrt war Sofia.

## Etappen
Die Rundfahrt führte über insgesamt elf Etappen mit einem Mannschaftszeitfahren und einem Einzelzeitfahren.
1. Etappe Kriterium in Sofia, 76 Kilometer: Sieger Roberto Bonetto, Italien
2. Etappe Sofia–Pernik, 153 Kilometer: Sieger Władysław Kozłowski, Polen
3. Etappe Pernik–Plowdiw, 190 Kilometer: Sieger Jiří Háva, Tschechoslowakei
4. Etappe Plowdiw–Karlowo, 54 Kilometer (Mannschaftszeitfahren): Sieger Bulgarien
5. Etappe Karlowo–Gabrowo, 104 Kilometer: Sieger Władysław Kozłowski, Polen
6. Etappe Gabrowo–Rasgrad, 217 Kilometer: Sieger Jiří Háva, Tschechoslowakei
7. Etappe Rasgrad–Warna 144 Kilometer: Sieger Daniel Gráč, Tschechoslowakei
8. Etappe 1. Teil Warna (Einzelzeitfahren) 30 Kilometer: Sieger Władysław Kozłowski, Polen
8. Etappe 2. Teil Warna–Burgas 136 Kilometer: Sieger Radoš Čubrić, Jugoslawien
9. Etappe Burgas–Sliwen 170 Kilometer Sieger: Janusz Janiak, Polen
10. Etappe Kasanlak–Trojan 122 Kilometer Sieger: Angel Kirilow, Bulgarien
11. Etappe Trojan–Sofia, 201 Kilometer Sieger: René Grenier, Frankreich

## Gesamtwertungen

### Einzel (Gelbes Trikot)
Im Endklassement siegte Jiří Háva
| Platz | Name                | Mannschaft       | Zeit        |
| ----- | ------------------- | ---------------- | ----------- |
| 1.    | Jiří Háva           | Tschechoslowakei | 41:30:12 h  |
| 2.    | Angel Kirilow       | Bulgarien        | + 0:18 min  |
| 3.    | Roberto Bonetto     | Italien          | + 0:26 min  |
| 4.    | Wladyslaw Kozlowski | Polen            | + 6:48 min  |
| 5.    | Radoš Čubrić        | Jugoslawien      | + 9:35 min  |
| 6.    | András Takács       | Ungarn           | + 11:15 min |

### Mannschaftswertung
Die Mannschaftswertung gewann das Nationalteam aus Bulgarien vor der Tschechoslowakei und Polen.  

### Bergwertung
Sieger dieser Sonderwertung wurde Wesko Kutujew aus Bulgarien.